# Jankan (gebergte)
De Jankan (Russisch: Янкан) is een bergketen in het Russische Verre Oosten, gelegen in het noorden van de Russische kraj Zabajkalski. Het gebergte is de meest westelijke schakel van de grotere bergketen Jankan -Toekoeringra-Soktachan-Dzjagdy en vormt de waterscheiding tussen de rivieren Kalar (noorden) en de Kalakan (zuiden). Het gebergte strekt zich uit over een lengte van ongeveer 200 kilometer tussen de Vitim in het westen en de (benedenloop van de) Demkoe in het oosten. De maximale breedte bedraagt ongeveer 60 kilometer. De Jankan varieert in hoogte tussen de 1200 en 1800 meter en het hoogste punt ligt op 2208 meter. In de bovenloop van de Demkoe bevindt zich een dammetje, die de Jankan verbindt met het Kalakangebergte.
De bergketen bestaat hoofdzakelijk uit Precambrische formaties. Het gebergte heeft een middelgebergtereliëf dat wordt gedomineerd door horizontale en verticale desintegratie en veel steile hellingen, vooral in rivierdalen. In de hoogste delen zijn fragmenten van de oorspronkelijke schiervlaktes met buttes bewaard gebleven. Op veel plaatsen zijn losliggende rotsvelden (koeroemy) ontstaan. Het berglandschap wordt hoofdzakelijk gedomineerd door bergachtige taiga, open bossen (bosland: redkolesje) en goltsy (afgeplatte bergtoppen).